# 索尼娅·巴里亚克塔罗维奇
索尼娅·巴里亚克塔罗维奇（1986年9月11日—），黑山女子手球运动员。她曾代表黑山国家队参加2012年和2016年夏季奥林匹克运动会手球比赛，获得一枚银牌。